# Llapó filós
Zannichellia és un gènere de plantes aquàtiques angiospermes submergides. La pol·linització és sota l'aigua. Té les fulles filiformes.
Hi ha unes cinc espècies, incloent Zannichellia palustris.
Zannichellia, rep el nom del botànic italià G.G. Zannichelli, 1662-1729.

## Algunes espècies
- Zannichellia major Boenn. ex Rchb., 1835
- Zannichellia palustris L., 1753
- Zannichellia obtusifolia Talavera, García-Mur. & H.Smit, 1986